# Wake Up and Smell the... Carcass
Wake Up and Smell the... Carcass – album  kompilacyjny brytyjskiej grupy muzycznej Carcass wydany w 1996 roku przez wytwórnię Earache Records. Album zawiera wybrane utwory  z longplay'a: Swansong (nagrywane w czasie sesji w studio), jak również z albumów EP Heartwork i Tools of the Trade oraz z dwóch kompilacji: Pathological i Grindcrusher a także z sesji w radio z 1994 roku: Radio 1 Rock Show session. 
O takim samym tytule Wake Up and Smell the... Carcass, z wykorzystaniem tej samej okładki ukazało się wydawnictwo typu audio - video, zapisane w formatach VHS i DVD w 1996 roku, następnie reedytowane w 2001 r. Na niniejszym wydawnictwie repertuar zespołu Carcass jest nieco inny.

## Lista utworów
Opracowano na podstawie materiału źródłowego.
1. Edge of Darkness (muz. Walker, Steer, Owen, Redagas) - 6:08
2. Emotional Flatline (muz. Walker, Steer, Owen, Redagas) - 04:16
3. Ever Increasing Circles (muz. Walker, Steer, Owen, Redagas) - 04:05
4. Blood Spattered Banner (muz. Walker, Steer, Owen, Redagas) - 04:41
5. I Told You So (Corporate Rock Really Does Suck) (muz. Walker, Steer, Owen, Redagas) - 03:51
  - Utwory pochodzą z sesji nagraniowej do albumu Swansong (1995).
6. Buried Dreams (live) (muz. Walker, Steer, Owen, Redagas) - 04:05
7. No Love Lost (live) (muz. Walker, Steer, Owen, Redagas) - 04:51
8. Rot 'n' Roll (live) (muz. Walker, Steer, Owen, Redagas) - 03:45
9. Edge of Darkness (live) (muz. Walker, Steer, Owen, Redagas) - 05:48
  - Utwory pochodzą z sesji radiowej Radio 1 Rock Show session (1994).
10. This Is Your Life  (muz. Walker, Steer, Owen) - 04:09
11. Rot 'n' Roll  (muz. Walker, Steer, Owen) - 03:49
  - Utwory pochodzą z albumu EP Heartwork (1993).
12. Tools of the Trade (muz. Walker, Steer, Owen, Amott) - 03:05
13. Pyosisified (Still Rotten to the Gore) (muz. Walker, Steer, Owen, Amott) - 03:10
14. Hepatic Tissue Fermentation II  (muz. Walker, Steer, Owen, Amott) - 06:38
  - Utwory pochodzą z albumu EP Tools of the Trade (1991).
15. Genital Grinder II  (muz. Walker, Steer, Owen) - 03:01
16. Hepatic Tissue Fermentation  (muz. Walker, Steer, Owen) - 06:12
  - Utwory pochodzą z kompilacji Pathological (1989).
17. Exhume to Consume (muz. Walker, Steer, Owen) - 04:18
  - Utwór pochodzi z kompilacji Grindcrusher. (1989)

## Twórcy
Opracowano na podstawie materiału źródłowego.

- Jeff Walker - śpiew, gitara basowa
- Bill Steer - gitara prowadząca, drugi wokal
- Ken Owen - perkusja, drugi wokal
- Michael Mike Amott - gitara prowadząca, gitara solowa (utwory: 12-14)
- Carlo Redagas - gitara prowadząca, gitara solowa (utwory: 1-9)
- Digby Pearson - producent wykonawczy
- Mitch Dickinson i Jeff Walker - dobór utworów kompilacyjnych
- Noel Summervile - mastering
- Antz White - dyrektor artystyczny, oprawa i obróbka zdjęć cyfrowych do wkładki
- Dan Tobin - noty informacyjne we wkładce
- Keith Andrews - inżynier dźwięku (utwór 17)
- Keith Hartley - inżynier dźwięku (utwory: 12-16)
- Ken Nelson - inżynier dźwięku (utwory: 10, 11)
- Stephen Harris - inżynier dźwięku (utwory: 1-5)
- Andrea Wright - asystent inżyniera (utwory: 10, 11)
- Barney Herbert - asystent inżyniera (utwory: 1-5)
- Ian Skinny McFarlane - asystent inżyniera (utwory: 12, 14)
- Jim Brumby - asystent inżyniera (utwory: 1-5)
- Nick Brine - asystent inżyniera (utwory: 1-5)
- Colin Richardson - miksowanie (utwory: 10, 11), produkcja muzyczna (utwory: 1-5, 12-14)
- Carcass - produkcja muzyczna (utwory: 10, 11, 15-17)
- Tony Wilson - produkcja muzyczna (utwory: 6-9)